# Sideria
Sideria je obchodní označení bikomponentního vlákna typu S/S ve složení polyamid 6/polyuretan. Materiál vyrábí japonská firma Kanebo jako filamentovou přízi s použitím na velmi jemné punčochy.
Pletenina je velmi měkká a má matný lesk. 
Výrobky se nemají používat při teplotách pod 10 °C, sideria je také málo odolná proti slunečnímu a fluorescenčnímu záření. 